# FK Ołeksandrija-2
FK Ołeksandrija-2 (ukr. Футбольний клуб «Олександрія-2», Futbolnyj Kłub "Ołeksandrija-2") – filialna drużyna ukraińskiego klubu piłkarskiego FK Ołeksandrija z siedzibą w mieście Aleksandria w obwodzie kirowohradzkim, w centralnej części kraju, grająca od sezonu 2024/25 w Druhiej-lidze.

## Historia
Chronologia nazw:
- 1992: Polihraftechnika-2 Aleksandria (ukr. ФК «Поліграфтехніка-2» (Олександрія))
- 1995: Polihraftechnika-Krystał Aleksandria (ukr. ФК «Поліграфтехніка-Кристал» (Олександрія))
- 2003: klub rozwiązano
- 2004: PFK Ołeksandrija-2 (ukr. ПФК «Олександрія-2»)
- 01.07.2014: FK Ołeksandrija-2 (ukr. ФК «Олександрія-2»)

Druga drużyna piłkarska Polihraftechnika-2 została założona w Aleksandrii jako drużyna rezerw klubu Polihraftechnika Aleksandria w 1992 roku. W sezonie 1992/93 jako zdobywca pucharu obwodu kirowohradzkiego zespół debiutował w Pucharze Ukrainy, gdzie dotarł do 1/32 finału. Również w sezonach 1992/93 i 1994/95 startował w amatorskich mistrzostwach Ukrainy. Od 1995 drużyna nazywała się Polihraftechnika-Krystał. Drużyna rezerw sporadycznie brała udział w rozgrywkach mistrzostw i pucharu obwodu kirowohradzkiego. Ale w 2003 roku z przyczyn finansowych klub został rozwiązany.
Po roku przerwy w 2004 klub został odrodzony jako PFK Ołeksandrija-2, W lipcu 2014 przyjął nazwę FK Ołeksandrija-2. Latem 2024 roku klub zgłosił się do rozgrywek Druhiej Lihi i otrzymał status profesjonalny.

## Barwy klubowe, strój, herb, hymn
|  |  |  |

Klub ma barwy czarno-żółto-zielone. Piłkarze domowe spotkania zazwyczaj grają w żółtych koszulkach, czarnych spodenkach oraz żółtych getrach.

## Sukcesy

### Trofea międzynarodowe
Do chwili obecnej klub jeszcze nigdy nie zakwalifikował się do rozgrywek europejskich.

### Trofea krajowe
| \| \| Zdobyte trofea w rozgrywkach Ukrainy (stan na: 31-05-2025) \| |                                                            |      |          |
| Rozgrywki                                                           | Osiągnięcie                                                | Razy | Sezon(y) |
| · Mistrzostwo                                                       | I miejsce                                                  | 0    |          |
| · Mistrzostwo                                                       | II miejsce                                                 | 0    |          |
| · Mistrzostwo                                                       | III miejsce                                                | 0    |          |
| Puchar                                                              | zdobywca                                                   | 0    |          |
| Puchar                                                              | finalista                                                  | 0    |          |
| Puchar                                                              | 1/32 finału                                                | 1    | 1992/93  |
| II liga                                                             | I miejsce                                                  | 0    |          |
| II liga                                                             | II miejsce                                                 | 0    |          |
| II liga                                                             | III miejsce                                                | 0    |          |
| Ukraina                                                             | Zdobyte trofea w rozgrywkach Ukrainy (stan na: 31-05-2025) |      |          |

- Druha liha (D3):
  - 4.miejsce (1x): 2024/25 (gr.B)

- mistrz obwodu kirowohradzkiego: 1999
- zwycięzca Pucharu obwodu kirowohradzkiego: 1992

## Poszczególne sezony

### Rozgrywki międzynarodowe

#### Europejskie puchary
Nie uczestniczył w rozgrywkach europejskich.

### Rozgrywki krajowe
| \| Ukraina \| Bilans występów klubu w rozgrywkach piłkarskich Ukrainy (Stan na 31 maja 2025 r.) \| \| |                                                                                   |        |       |   |   |   |    |    |     |                  |        |        |      |
| Poziom                                                                                                | Rozgrywki                                                                         | Sezony | Mecze | Z | R | P | B+ | B– | Pkt | Lata             | Awanse | Spadki | Naj. |
| I | Wyszcza liha / Premier-liha                                                       | 0      |       |   |   |   |    |    |     |                  | 0      | 0      |      |
| II | Persza liha                                                                       | 0      |       |   |   |   |    |    |     |                  |        |        |      |
| III                                                                                                   | Druha liha                                                                        | 1      |       |   |   |   |    |    |     | od 2024          | 0      | 0      | 4    |
| IV | Amatorska liha                                                                    | 2      |       |   |   |   |    |    |     | 1992/93, 1994/95 | 0      | 0      | 12   |
| | Puchar Ukrainy                                                                    | 1      |       |   |   |   |    |    |     | 1992/93          | 0      | 0      | 1/32 |
| Ukraina                                                                                               | Bilans występów klubu w rozgrywkach piłkarskich Ukrainy (Stan na 31 maja 2025 r.) |        |       |   |   |   |    |    |     |                  |        |        |      |

## Piłkarze, trenerzy, prezydenci i właściciele klubu

### Piłkarze

#### Aktualny skład zespołu
Klub ma wspólną listę zawodników na sezon z pierwszą drużyną FK Ołeksandrija.

### Trenerzy
...
- od 13.06.2024:  Wiktor Byciura

## Struktura klubu

### Stadion
Drużyna rozgrywa swoje mecze domowe w Aleksandrii na stadionie Olimp, który może pomieścić 4000 widzów.

## Kibice i rywalizacja z innymi klubami

### Derby
- Zirka Kropywnycki